# Oncometopia cordata
Oncometopia cordata är en insektsart som beskrevs av Melichar 1925. Oncometopia cordata ingår i släktet Oncometopia och familjen dvärgstritar. Inga underarter finns listade i Catalogue of Life.